# Carapanã
Carapanã  (do tupi [kaɾapaˈnã]) é um nome regional brasileiro dado aos mosquitos sugadores de sangue, principalmente na Região Norte do Brasil. São conhecidos em outras unidades federativas do Brasil como muriçoca, pernilongo, sovela ou mosquito-prego. Geralmente é um nome vulgar dado a insetos da ordem Diptera, família Culicidae, mais comumente relacionados aos gêneros Culex, Anopheles e Aedes. 
São pequenos dípteros, medindo em geral menos de um centímetro de comprimento ou de envergadura, corpo delgado e longas pernas. Nestes gêneros estão os mosquitos vetores do dengue e da malária, por exemplo, tendo então grande importância do ponto de vista sanitário e epidemiológico.
Podem ser encontrados representantes desta família de norte ao sul do Brasil. Não se pode atribuir, contudo, o nome carapanã a uma única espécie, visto que o nome popular é generalizado.